# عبد المجيد الهريش
عبد المجيد الهريش لاعب كرة قدم سعودي و يلعب في الظهير الأيسر لعب سابقاً مع نادي الجبلين السعودي.